# No et repeteixis
El principi No et repeteixis (en anglès Don't Repeat Yourself o DRY, també conegut com a Una vegada i només una) és una filosofia de definició de processos que promou la reducció de les duplicitats especialment en computació.
El principi DRY s'enuncia com "cada coneixement ha de tenir una representació única, inequívoca i autoritària dins d'un sistema". El principi ha estat formulat per Andy Hunt i Dave Thomas al seu llibre The Pragmatic Programmer. Ho apliquen de manera força àmplia per incloure esquemes de bases de dades, plans de prova, el sistema de compilació i fins i tot documentació. Quan el principi DRY s'aplica amb èxit, una modificació de qualsevol element d'un sistema no requereix un canvi en altres elements no relacionats lògicament. A més, els elements que estan relacionats lògicament canvien de manera predictible i uniforme, i per tant es mantenen sincronitzats. A més d'utilitzar mètodes i subrutines en el seu codi, Thomas i Hunt es basen en generadors de codi, sistemes de compilació automàtica i llenguatges d'script per observar el principi DRY a través de capes.
Segons aquest principi tota "peça d'informació" mai hauria de ser duplicada, ja que la duplicació incrementa la dificultat en els canvis i evolució posterior, pot perjudicar la claredat i crear un espai per a possibles inconsistències. Els termes "peça d'informació" són usats en un sentit ampli, abastant:
- dades emmagatzemades en una base de dades;
- codi font d'un programa;
- informació textual o documentació.

Quan el principi DRY s'aplica de forma eficient els canvis en qualsevol part del procés requereixen canvis en un únic lloc. Per contra, si algunes parts del procés estan repetides a diversos llocs, els canvis poden provocar fallades amb major facilitat si tots els llocs en els quals apareix la "peça" no es troben sincronitzats.